# Castor (Kerntechnik)

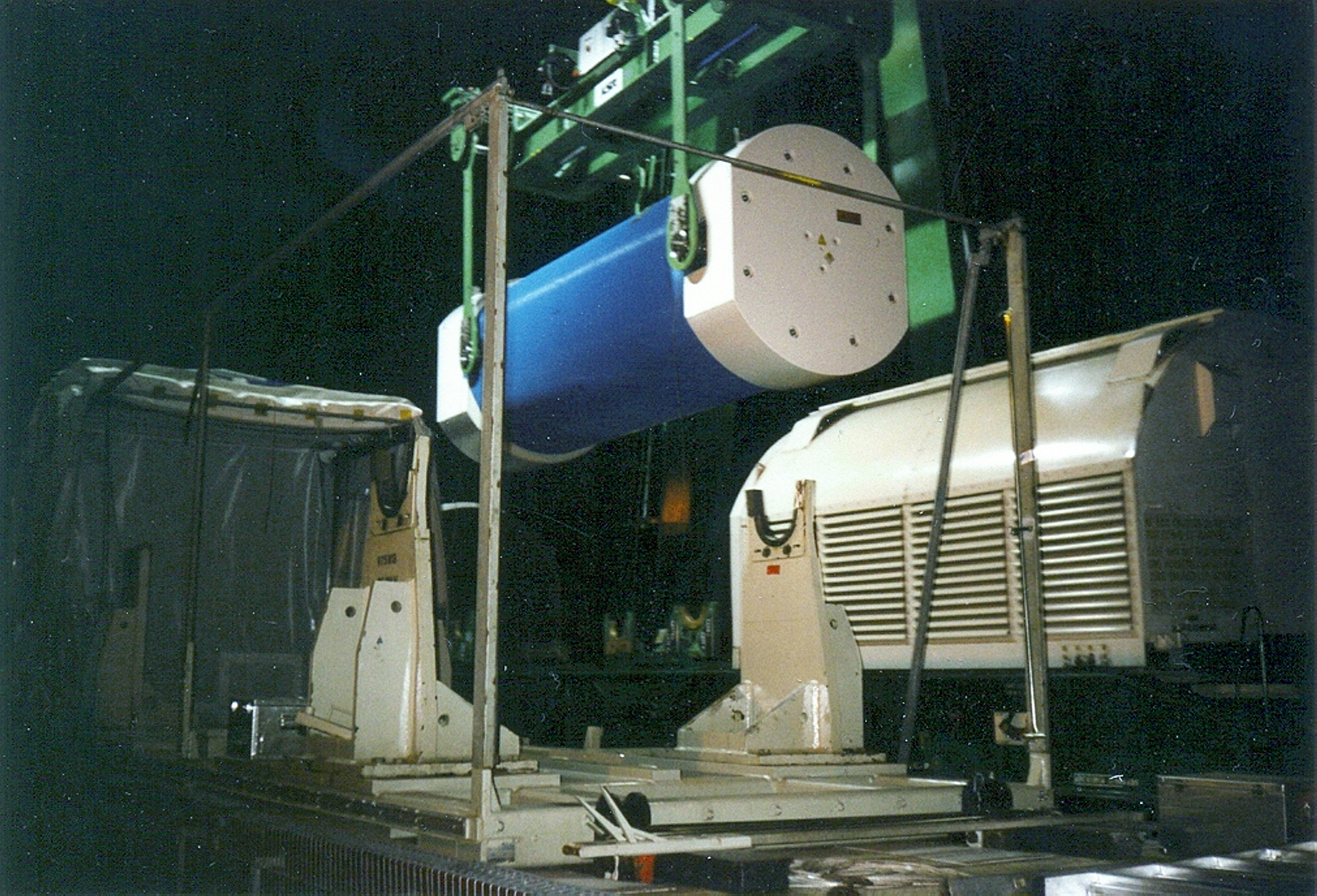
Verladung eines Castor-Behälters März 2001 in der Verladestation Dannenberg

Ein CASTOR (engl. cask for storage and transport of radioactive material „Behälter zur Aufbewahrung und zum Transport radioaktiven Materials“) ist ein Spezialbehälter zur Lagerung und zum Transport hochradioaktiver Materialien, zum Beispiel von abgebrannten Brennelementen aus Kernkraftwerken oder Abfallprodukten („Glaskokillen“) aus der Wiederaufarbeitung.
Der Begriff ist ein Markenname der Gesellschaft für Nuklear-Service (GNS). Im Allgemeinen deutschen Sprachgebrauch wird „Castor“ auch als Synonym bzw. Gattungsname für Brennelementbehälter oder Behälter für hochradioaktive Abfälle verwendet.

## Aufbau
Der Transport- und Lagerbehälter hat eine Brutto-Gesamtmasse von 110 bis 125 Tonnen. Er besteht im Wesentlichen aus einem dickwandigen, zylindrischen Behälterkörper aus Sphäroguss der Normbezeichnung GJS-400-15C bzw. Schmiedestahl für die Tragzapfen und einem Doppeldeckel-Dichtsystem. Die Dichtdeckel sind mit dem Behälterkörper verschraubt und mit langzeitbeständigen Metalldichtungen ausgerüstet. An der äußeren Mantelfläche befinden sich axiale oder radiale Kühlrippen zur passiven Wärmeabfuhr der Nachzerfallswärme. Zum Transport werden boden- und deckelseitig Stoßdämpfer zur Minderung von eventuellen unfallbedingten Stoßbelastungen angebracht.
Ein Castor kostet rund 1,5 Mio. Euro.
Die Behälter sind entsprechend den Zwischenlagergenehmigungen für die Aufnahme von maximal 180 kg radioaktiver Substanzen mit einem Aktivitätsinventar von maximal 1,2·1018 Bq zugelassen. Die Behälter vom Typ Castor V/19 (DWR) und Castor V/52 (SWR) dürfen ein radioaktives Inventar bis zu einer maximalen Nachzerfallsleistung von 39 kW aufnehmen. Im Inneren bleibt die Temperatur der Brennstabhüllrohre unter 370 °C. Das Moderatormaterial in der Castor-Wand ist bis zu einer Temperatur von 160 °C ausgelegt; der Hallenboden, auf dem die Castoren stehen, ist bis 120 °C auszulegen und die Hallenwände bis 80 °C. Für die Ablufttemperatur oberhalb der Castoren wird von 55 °C ausgegangen.

## Behältertypen
Für Transport und Zwischenlagerung von abgebrannten Brennelementen werden meist die Typen CASTOR V/19 (für 19 Brennelemente aus Druckwasserreaktoren) oder CASTOR V/52 (für 52 Brennelemente aus Siedewasserreaktoren) verwendet. Beide Typen können etwa 10 Tonnen Ladung aufnehmen (davon maximal 0,18 t radioaktive Substanzen).
Bereits zurückgelieferte hochradioaktive Glaskokillen aus der Wiederaufarbeitung wurden bisher in Behältern vom Typ CASTOR HAW 20/28 CG transportiert und gelagert. Diese sind etwa 6 m lang, haben einen Durchmesser von rund 2,50 m und eine 45 cm dicke Wand. Beladene Behälter können eine Masse von bis zu 117 Tonnen haben. Im Jahr 2010 wurden erstmals Behälter des neuen Typs CASTOR HAW28M eingesetzt. Diese Behälter können eine Wärmeleistung von 56 kW abführen.
| Bauart     | Abfallherkunft                 | Abfallmenge                    | Länge [mm] | Breite [mm] | Leermasse [t] | Maximale Masse [t] | maximale Wärmeleistung [kW] | Markteinführung                                    | Bemerkungen                                                                          |
| ---------- | ------------------------------ | ------------------------------ | ---------- | ----------- | ------------- | ------------------ | --------------------------- | -------------------------------------------------- | ------------------------------------------------------------------------------------ |
| Ia         | Druckwasserreaktor             | 4 BE                           | 4.550      | 2.436       | 75            |                    |                             | erster Einsatz 1983                                |                                                                                      |
| Ib         | Druckwasserreaktor             | 4 BE                           | 4.550      | 2.436       | 60            |                    |                             | erster Einsatz 1982                                |                                                                                      |
| Ic         | Siedewasserreaktor             | 16 BE                          | 5.000      | 2.436       | 80            |                    |                             | erster Einsatz 1981, erster regulärer Einsatz 1983 |                                                                                      |
| IIa        | Druckwasserreaktor             | 9 BE                           | 6.010      | 2.480       | 116           |                    |                             | erster Einsatz 1994                                |                                                                                      |
| 440/84     | WWER-440 WWER-70               | 84 BE                          | 4.080      | 2.660       |               | 116                |                             |                                                    | u. a für Brennelemente der Kernkraftwerke Greifswald und Rheinsberg                  |
| 440/84 mvK | Druckwasserreaktor             | 24 BE                          | 4.080      | 2.660       | 96            |                    |                             |                                                    | u. a. für Brennelemente des Kernkraftwerk Obrigheim und des Kernkraftwerk Rheinsberg |
| 1000/19    | WWER-1000                      | 19 BE                          | 5.500      | 2.290       | 115           |                    |                             | Genehmigung seit Juni 2010                         | Einsatz in Tschechien                                                                |
| V/19       | Druckwasserreaktor             | 19 BE                          | 5.940      | 2.440       | 108           | 126                | 39                          | Erste Beladung 1996                                |                                                                                      |
| V/21       | Druckwasserreaktor             | 21 BE                          |            |             |               |                    |                             | Erste Beladung 1985 oder 1986                      |                                                                                      |
| V/52       | Siedewasserreaktor             | 52 BE                          | 5.530      | 2.440       | 105           | 124                | 40                          |                                                    |                                                                                      |
| geo21B     | Druckwasserreaktor             | 21 BE                          |            |             |               |                    | > 40                        | Zulassungsverfahren läuft                          | für Brennelemente des Kernkraftwerk Doel in Belgien                                  |
| geo24B     | Druckwasserreaktor             | 24 BE                          |            |             |               |                    | > 40                        | 2024                                               | für Brennelemente des Kernkraftwerk Doel in Belgien                                  |
| geo26JP    | Druckwasserreaktor             | 26 BE                          |            |             |               |                    | > 40                        | Zulassungsverfahren läuft                          | für japanische Brennelemente                                                         |
| geo32CH    | Druckwasserreaktor             | 32 BE                          |            |             |               |                    | > 40                        |                                                    | für Schweizer Brennelemente                                                          |
| geo69      | Siedewasserreaktor             | 69 BE                          |            |             |               |                    | > 40                        | Zulassungsverfahren läuft                          | für US-amerikanische Brennelemente                                                   |
| geo69CH    | Siedewasserreaktor             | 69 BE                          |            |             |               |                    | > 40                        |                                                    | für Schweizer Brennelemente                                                          |
| HAW20/28CG | Wiederaufarbeitung             | 28 Glaskokillen                | 6.060      | 2.330       |               | 112                | 45                          |                                                    |                                                                                      |
| HAW28M     | Wiederaufarbeitung             | 28 Glaskokillen                | 6.122      | 2.430       | 100           | 115                | 56                          | Erste Beladung ab dem 16. November 2010            |                                                                                      |
| KNK        | Brutreaktor Druckwasserreaktor |                                | 2.743      | 1.380       |               |                    |                             |                                                    | für Abfälle der KNK und der Otto Hahn                                                |
| KRB-MOX    | WWER-440                       |                                | 4.900      | 1.590       |               |                    |                             |                                                    | für defekte Brennelemente des Kernkraftwerk Greifswald                               |
| MTR2       | Forschungsreaktor              |                                | 1.631      | 1.430       |               |                    |                             |                                                    | für Brennelemente des Rossendorfer Forschungsreaktors                                |
| MTR3       | Forschungsreaktor              |                                | 1.600      | 1.500       | 16            |                    |                             | Zulassung seit Anfang 2019                         | für Brennelemente des FRM II                                                         |
| RBMK-1500  | RBMK-1500                      |                                | 4.612      | 2.072       |               |                    |                             |                                                    | Einsatz am Kernkraftwerk Ignalina                                                    |
| THTR/AVR   | Hochtemperaturreaktor          | 2.100 BE (THTR) 1.900 BE (AVR) | 2.743      | 1.380       |               |                    |                             |                                                    | für Brennelemente des THTR und des AVR                                               |

## Sicherheitsbestimmungen in Deutschland

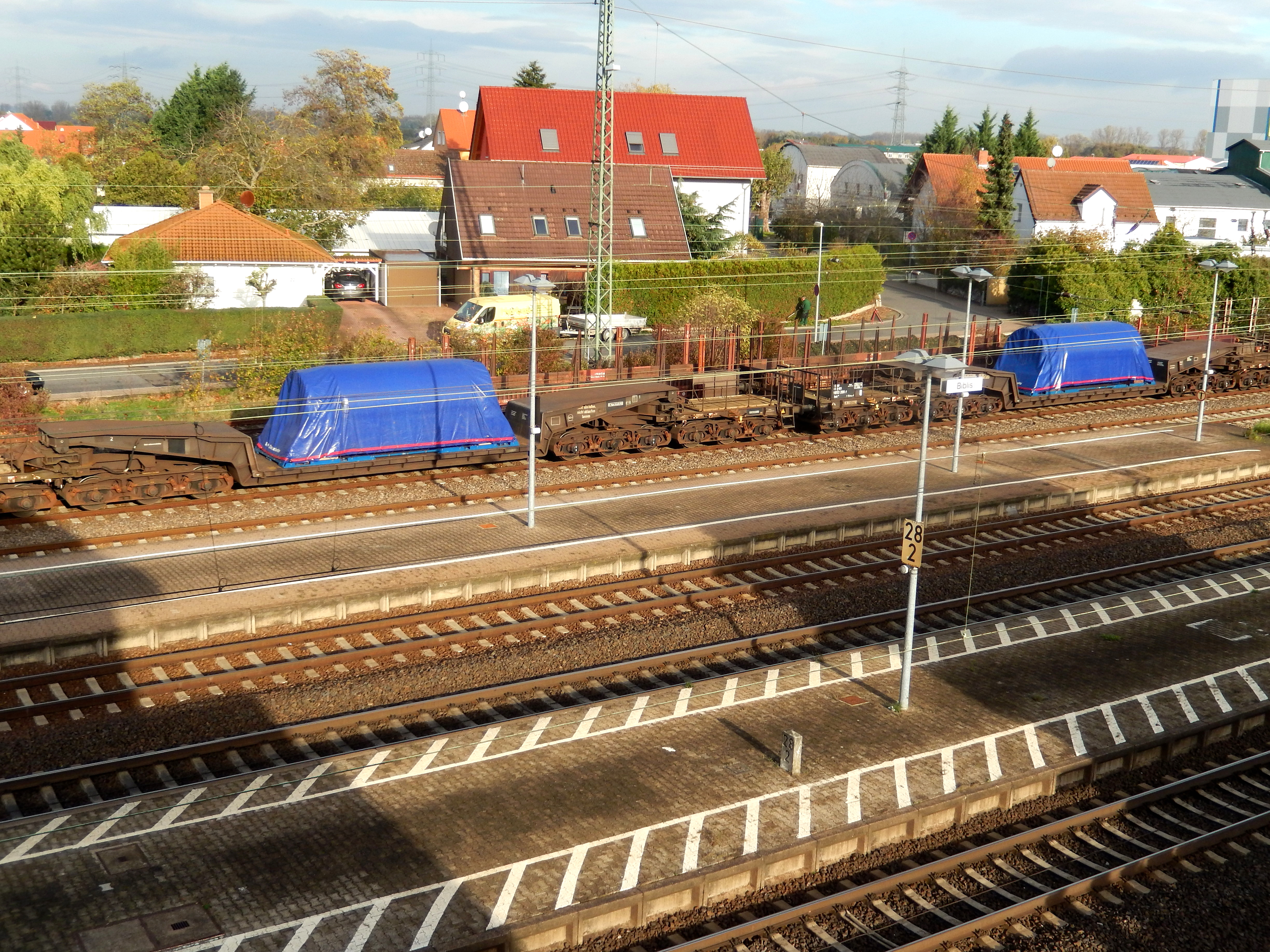
Zwei mit einer blauen Plane verpackte unbeladene Castor-Behälter im Bahnhof Biblis für Brennelemente aus dem Kernkraftwerk Biblis.

Das Atomgesetz regelt in Deutschland u. a. den Umgang mit Kernbrennstoffen und damit auch den Umgang mit abgebrannten Brennelementen. Gemäß § 4 AtG bedürfen deren Beförderung und gemäß § 6 AtG deren Aufbewahrung einer Genehmigung durch das Bundesamt für die Sicherheit der nuklearen Entsorgung (BASE). Die gefahrgutrechtliche Zulassung der Transport- und Lagerbehälter nach Verkehrsrecht erfolgt ebenfalls durch das BASE. Als Gutachter beauftragt das BASE die Bundesanstalt für Materialforschung und -prüfung (BAM). Im Rahmen des Zulassungsverfahrens sind von den Herstellern Versuchsergebnisse und Nachweise zu erbringen.

## Transporte von Castor-Behältern nach und in Deutschland

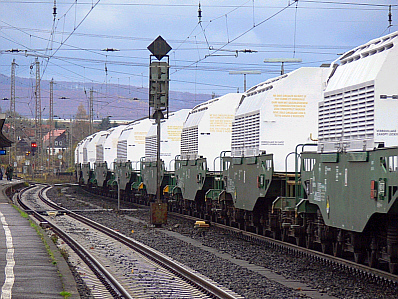
Transport von Castor-Behältern

Castor-Behälter werden großteils mit einem Güterzug transportiert. Straßentransporte erfolgen in der Regel dort, wo keine Bahnanlagen existieren, etwa auf den letzten Kilometern zwischen dem Verladekran bei Dannenberg (Elbe) und dem Brennelemente-Zwischenlager Gorleben. In Deutschland wurden aufgrund des Atomausstiegs Transporte der abgebrannten Brennelemente aus den Kernkraftwerken zu den Wiederaufarbeitungsanlagen am 30. Juni 2005 eingestellt; stattdessen dienen die Castor-Behälter als Zwischenlager, die sich oft bei den jeweiligen Kraftwerkstandorten befinden. Die in der Wiederaufarbeitungsanlage La Hague befindlichen Brennelemente aus deutschen Kernkraftwerken wurden bis November 2011 in das Zwischenlager Gorleben transportiert. In den Jahren 2014 bis 2017 sollen die Brennelemente aus der WAA Sellafield folgen[veraltet].
In Deutschland herrscht in einigen Teilen der Bevölkerung großer Widerstand gegen den Transport von hochradioaktiven Abfällen. Die größten Proteste verursachen regelmäßig die Rücktransporte des radioaktiven Abfalls aus der Wiederaufarbeitungsanlage von La Hague in Frankreich in das Zwischenlager Gorleben. An Demonstrationen und Sitzblockaden beteiligen sich regelmäßig "mehrere Dutzende bis (2000)" tausend(e) Aktivisten bzw. Menschen.  Vor Ort im Landkreis Lüchow-Dannenberg gibt es eine stark verankerte Protesttradition mit ausgebildeter Infrastruktur. Auch entlang der Transportstrecke in Deutschland kommt es regelmäßig zu Protesten und Blockaden.
Die Kritik der Gegner richtet sich nicht generell gegen den Rücktransport des radioaktiven Abfalls aus deutschen Kernkraftwerken nach Deutschland. Dies zeigt auch die Beteiligung französischer Umweltaktivisten an den Blockaden entlang der Transportstrecke und im Wendland. Die Proteste wendeten sich allgemein gegen die fortgesetzte Produktion von weiterem radioaktiven Abfall in den laufenden Kernkraftwerken und ganz speziell gegen den geplanten Endlagerstandort Gorleben, der als ungeeignet und gefährlich angesehen wurde. Nicht nur die lokale Bevölkerung befürchtet, dass durch die Transporte ins Brennelemente-Zwischenlager Gorleben die politische Entscheidung für das Endlager gefestigt wird. Dagegen verkürzen Brennelemente-Zwischenlager an den Kraftwerksstandorten die Transporte in die Zwischenlagerung und sind keine Vorentscheidung für einen bestimmten Endlager-Standort.